# Hyundai Trago

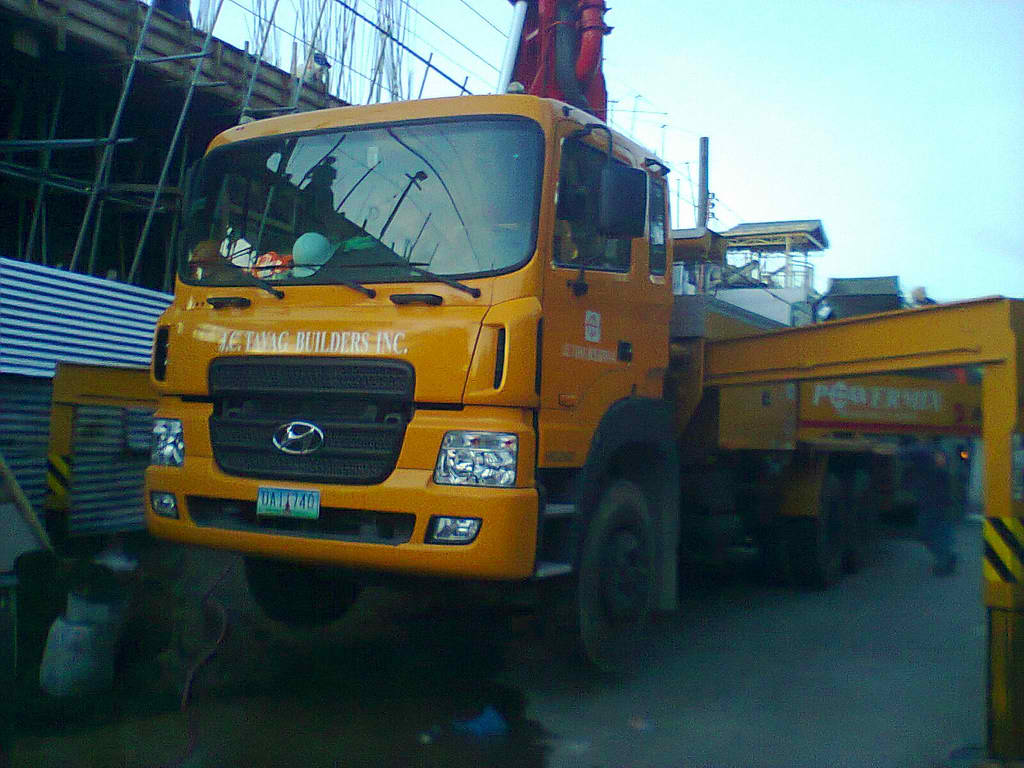
Hyundai HD1000

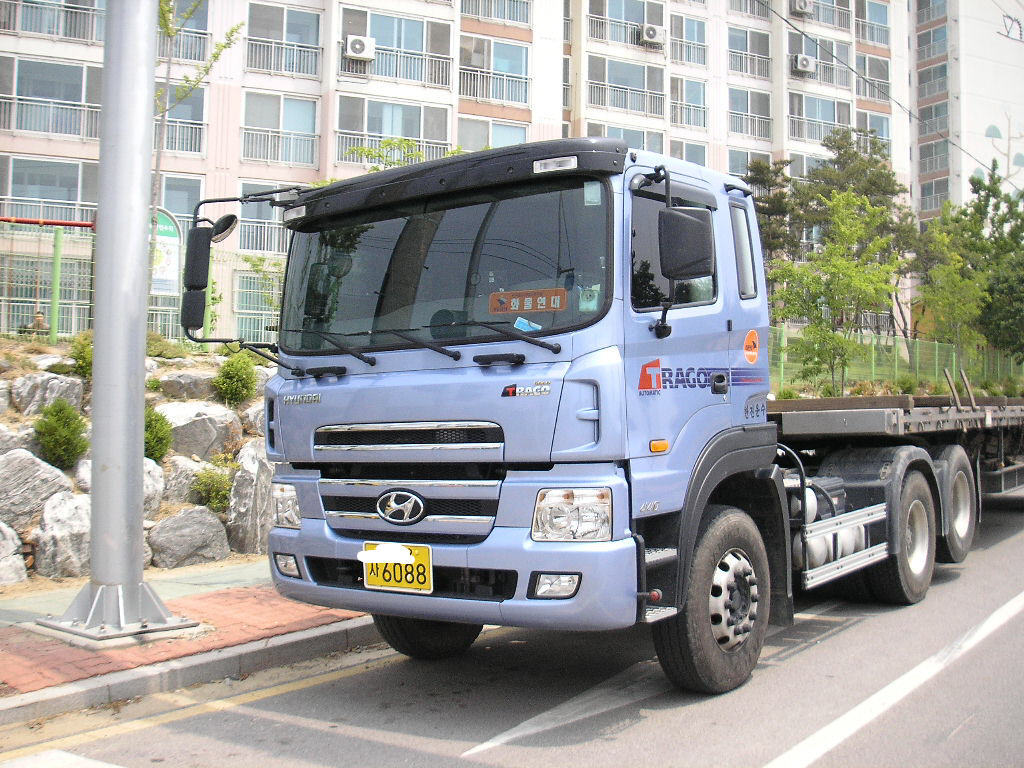
Hyundai Trago

Hyundai Trago — крупнотоннажный грузовой автомобиль, изготавливаемый с 2006 года компанией Hyundai вместо Hyundai New Power Truck.

## Описание
Над лобовым стеклом автомобиля присутствуют солнцезащитные козырьки, также обновлены угловые обтекатели на кабинах, решётка радиатора и цвета кабины. Также автомобиль комплектуется кабиной без спального места.
Автомобиль производится в модификациях Gold и Pro. Мощности двигателей варьируются от 300 до 460 л. с., масса — от 9,5 до 25 тонн. В Европу модель не поставляется.
В Северной Америке автомобиль продавался компанией Bering Motors под названием Bering HD или Bering HDMX. В 2013 году на смену модели пришла новая Hyundai Xcient, приспособленная к европейскому рынку.
Конкуренты модели — Daewoo Novus, Volvo FM, Mercedes-Benz Actros, MAN TGA, Isuzu Forward, Isuzu Giga и Iveco Stralis.